# Kanton Fontaine-Seyssinet
Kanton Fontaine-Seyssinet (fr. Canton de Fontaine-Seyssinet) je francouzský kanton v departementu Isère v regionu Rhône-Alpes. Skládá se ze tří obcí.

## Obce kantonu
- Fontaine (část)
- Seyssinet-Pariset
- Seyssins